# Archives nationales de Luxembourg
Pour les articles homonymes, voir Archives nationales (homonymie).

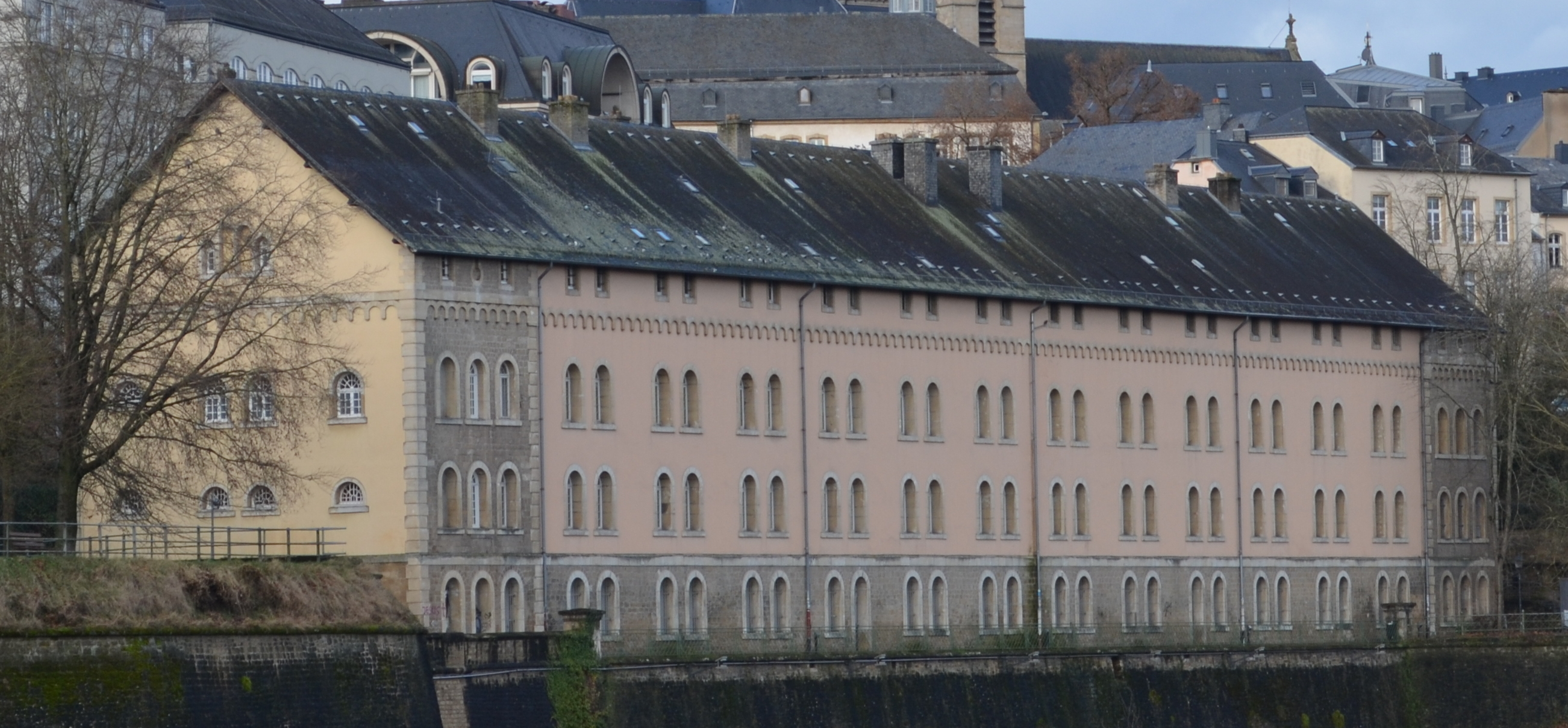
Les Archives nationales de Luxembourg dans les anciennes casernes du Plateau du Saint-Esprit.

Les Archives nationales de Luxembourg (ANLux) constituent la mémoire historique du Grand-Duché de Luxembourg ainsi que de la société luxembourgeoise. En effet, les sources historiques conservées témoignent du passé politique, religieux, culturel, social et économique du Luxembourg. Elles constituent une des plus grandes richesses du patrimoine national et permettent de reconstituer et de mieux comprendre l’histoire du Grand-Duché. Les ANLux font partie des instituts culturels de l’État et sont placées sous la tutelle officielle du Ministère de la Culture.
Elles se trouvent au Plateau du Saint-Esprit à Luxembourg-Ville. 

## Missions
Selon la loi modifiée du 25 juin 2004 portant réorganisation des instituts culturels de l'État, les Archives nationales de Luxembourg ont pour mission de :
- de collecter, de réunir, de conserver, de classer, d'inventorier, d'étudier et de communiquer des documents d'intérêt historique, scientifique, économique, sociétal et culturel national ;
- de conseiller les producteurs ou détenteurs d'archives, publiques ou privées, sur le classement, l'inventorisation et la conservation de leurs archives ;
- d'assurer l'encadrement et d'élaborer des recommandations sur la manière d'organiser, de gérer, de conserver les archives publiques et de les verser aux Archives nationales ;
- d'accepter des archives privées par don, legs ou dépôt en vue de leur intégration ou de leur mise en dépôt aux Archives nationales et d'acquérir au profit de l’Etat des archives privées d’intérêt historique, scientifique, économique, sociétal ou culturel ;
- d'assurer la protection et la préservation des archives publiques et des archives privées classées conformément à la loi du 17 août 2018 relative à l'archivage ;
- d'organiser des expositions temporaires, des colloques, des conférences ainsi que des activités pédagogiques qui sont en rapport avec nos activités dans le but de valoriser le patrimoine archivistique national et de sensibiliser le public à l'importance de la conservation de ce patrimoine ;
- de sensibiliser les institutions, administrations et services publics aux techniques de l'archivage et à la conservation des documents d'intérêt historique, scientifique, économique, sociétal et culturel national ;
- de contribuer au développement de l'archivistique au niveau national et au niveau international.

Les Archives nationales s'intègrent dans le vaste réseau des instituts culturels luxembourgeois qui comprennent des bibliothèques, des médiathèques, des musées et qui animent la vie culturelle, intellectuelle et sociale du pays.
Étant donné que le monde archivistique est en pleine mutation depuis plusieurs années et que les tâches incombant aux ANLux ont évolué, une nouvelle loi sur l'archivage actuellement en élaboration devra prendre en compte ces changements.

## Fonds et collections
Les dépôts des Archives nationales abritent actuellement environ 45 km d’archives et 30 000 microfilms. Afin de faciliter la gestion de ces archives, elles sont réparties dans différentes sections, dont chacune se compose de plusieurs fonds.
- Section ancienne
- Section moderne
- Section contemporaine
- Section administrative
- Section économique
- Section iconographique

## Accès aux fonds d'archives
Toute personne détentrice d'une carte de lecteur gratuitement disponible aux Archives nationales a le droit de consulter les documents qui y sont conservés. 
Le règlement grand-ducal du 15 janvier 2001règle la consultation des documents d'archives. En principe - hormis les exceptions définies dans le dit règlement - les documents publics conservés aux Archives nationales sont librement consultables dans les salles de lecture à partir d'un délai de 30 ans après leur création. 
L'accès du public aux fonds d'archives privées est déterminé d'un commun accord entre le propriétaire des archives et les ANLux. 
En vue de garantir la conservation à long terme des documents d'archives, les ANLux ont le droit de retirer temporairement de la consultation des documents très fragiles ou fortement endommagés. 

## Exploitation et mise en valeur du patrimoine historique
Allant au-delà de leur cœur de métier que sont la conservation, l’inventorisation et la mise à disposition de documents historiques, les Archives nationales de Luxembourg contribuent à la recherche scientifique et historique en s’engageant activement dans plusieurs projets de recherche, dont le projet « Terres rouges – Histoire de la sidérurgie luxembourgeoise » destiné à illustrer les multiples facettes des deux industries minière et métallurgique implantées au Grand-Duché.
En vue de faire connaître le patrimoine conservé dans leurs dépôts et souvent peu connu, les ANLux organisent régulièrement des expositions et conférences ou publient des ouvrages illustrant l'histoire du Grand-Duché. Des visites guidées permettent au public de découvrir de près des documents ayant façonnée le destin du Grand-Duché et des ateliers pédagogiques sont proposés aux classes scolaires ou autres groupes de jeunes. 

## Perspectives et orientation
Comme tous les domaines liés à l'information, celui des archives a été bouleversé par la révolution technologique de l'informatique. Il a été amené à revoir progressivement ses conceptions traditionnelles en matière de collecte, de traitement et d'exploitation des archives. De très importants efforts sont entrepris en vue de numériser et de mettre en ligne des archives publiques et privées, gratuitement et à la disposition de tous. À cette fin, les Archives nationales se sont munis d'un outil informatique approprié pour la constitution des archives virtuelles. Un moteur de recherche en ligne intègre en une seule et unique archive numérique textes, images, documents sonores et individuels avec les métadonnées nécessaires. Les structures appropriées pour que les documents numériques puissent être archivés de façon durable et sûre, sont ainsi créées. Les ANLux s'efforcent continuellement d'augmenter le nombre de documents numérisés et consultables en ligne et en ont fait une priorité. 
Vu que la production d'archives s'est considérablement amplifiée et ne cessera d'augmenter dans les années à venir, un renforcement des effectifs et un agrandissement des installations actuelles de stockage et de conservation des collections s'avèrent indispensables. La construction d'un nouveau bâtiment pour les archives à Esch-Belval, projet sans cesse reporté, répondra à l'apparition de ces besoins. Ces nouvelles installations permettraient aussi d'accueillir un public plus large dans de meilleures conditions et répondra ainsi à la soif de mémoire toujours plus pressante des historiens professionnels, jeunes chercheurs, généalogistes amateurs et autres.